# Haus Roleff (Bergheim)

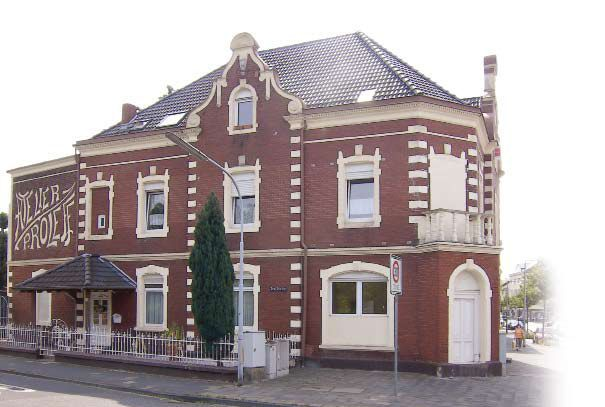
Das Haus Roleff in Quadrath-Ichendorf

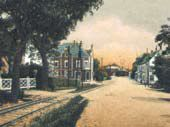
Alte Ansicht des Hauses Roleff

Das Haus Roleff ist ein denkmalgeschütztes Gebäude und befindet sich auf der Köln-Aachener-Straße 11 in Quadrath-Ichendorf, einem von insgesamt 15 Stadtteilen der Kreisstadt Bergheim zugehörig.

## Baugeschichte & Architektur
Der Fotograf Paul Roleff, am 15. April 1873 in Quadrath als Sohn des Wirtes des Gasthaus Zur Post geboren, ließ das zweigeschossige Gebäude im Jahr 1905 erbauen, um sich dort sein Atelier einzurichten. Es diente ihm zugleich als Wohnhaus.
Für die Errichtung des Gebäudes wurden rötlich gefärbte Ziegel verwendet. Die rötliche Grundfarbe wird ergänzt durch die stichbogigen weißen Gewände der Fenster und durch weiße Eckquader. Die beiden Farben sollten sich im Sinne einer harmonischen Gestaltung der Fassade des Hauses ergänzen und ihm insgesamt einen aufgelockerten und heiteren Charakter verleihen. An der nördlichen und westlichen Seite weist das Gebäude von Schweifgiebeln überfangene Risalite auf. Vom Baustil her ist es ein Nachläufer des Historismus.

## Denkmalbeschreibung
Das Baudenkmal ist am 18. Juli 1995 unter Nr. 195 in die Liste der Baudenkmäler in Bergheim eingetragen worden. Der Eintrag lautet:
„Eckhaus, 2-geschossiges Backsteingebäude mit abgeschrägter Ecke, darin ein heute zugesetzter, rundbogiger Eingang, abgewalmtes Dach, Werksteingliederungen, Eckquaderungen; an beiden Gebäudeseiten von Schweifgiebeln überfangene Risalite, Fenster überwiegend stichbogig mit Werksteinrahmen, profilierte Traufzone, an der Graf-Otto-Straße ein Anbau zur gewerblichen Nutzung; in seinen Formen ist das Wohnhaus auf das naheliegende Gut Schlenderhahn bezogen.“